# Liosomadoras oncinus
Liosomadoras oncinus är en fiskart som först beskrevs av Jardine, 1841.  Liosomadoras oncinus ingår i släktet Liosomadoras och familjen Auchenipteridae. IUCN kategoriserar arten globalt som livskraftig. Inga underarter finns listade i Catalogue of Life.